# 高橋亨 (動畫演出家)
高橋亨，日本男性動畫導演、演出家。

## 人物簡介
東京設計學院出身。原本從事的職業是動畫師，在東京設計學院同窗長谷川真也的邀請下擔任電視動畫《少女革命》的導演補佐。之後主要參加J.C.STAFF和MADHOUSE作品的演出。

## 主要參加作品

### 電視動畫
- 城市獵人：秘密任務（1996年，原畫）
- 新世紀福音戰士（1996年，原畫）
- 少女革命（1997年，導演補佐、分鏡、演出）
- 秋葉原電腦組（1998年，分鏡、演出）
- 天使不設防！（1999年，分鏡、演出）
- 魔術師歐菲 Revenge（1999年－2000年，導演）
- 幽浮寶貝（2000年－2002年，分鏡、演出）
- 笑園漫畫大王（2002年，分鏡、演出）
- 6/17秀逗美眉（2003年，分鏡、演出）
- 獸兵衛忍風帖 龍寶玉篇（2003年，分鏡、演出）
- 鈴鐺貓娘Nyo（2003年－2004年，分鏡）
- MONSTER（2004年－2005年，分鏡、演出）
- 怪傑佐羅利（2004年，分鏡）
- NANA（2006年－2007年，分鏡、演出）
- 太陽默示錄（日语：太陽の黙示録）（2006年，分鏡）
- 死亡筆記本（2007年，分鏡）
- 劍豪生死鬥（2007年，分鏡）
- Devil May Cry（2007年，演出協力）
- 新楓之谷（2007年－2008年，分鏡、演出）
- 奇奇的異想世界（2008年，分鏡）
- 魍魉之匣（2008年，分鏡、演出）
- 奇蹟少女KOBATO.（2009年－2010年，分鏡、演出）
- 學園默示錄 HIGHSCHOOL OF THE DEAD（2010年，分鏡、演出）
- 花牌情緣（2011年，分鏡）
- 魯邦三世 -名為峰不二子的女人-（2012年，演出）
- 刀劍神域（2012年，分鏡）
- 蝦掰天文社（2012年，分鏡）
- 成年女性的動畫時間「夕餉」（2013年，動畫導演）
- 狐仙的戀愛入門（2014年，導演）
- 刀劍神域II（2014年，分鏡）
- 寄生獸 生命的準則（2014年，分鏡）
- 百合熊風暴（2015年，分鏡、演出）
- 俺物語!!（2015年，分鏡）
- 紅殼的潘朵拉（2016年，OP分鏡、演出）
- 潮與虎（2016年，ED分鏡、演出）
- ReLIFE（2016年，分鏡、演出）
- 此花奇譚（2017年，助理導演、分鏡、演出）
- Mysteria Friends（2019年，演出）
- 花牌情緣3（2019年，演出）

### OVA
- 銀河少女傳說 ～哀傷的賽雷茵～（日语：銀河お嬢様伝説ユナ）（1995年，原畫）
- Macross Plus（1996年，原畫）
- 鬥神傳（日语：闘神伝）（1996年，原畫）

### 電影動畫
- 少女革命：思春期默示錄（1999年，分鏡、演出）
- 琴之森（2007年，演出補佐）

### 遊戲
- 超級真實麻雀（日语：スーパーリアル麻雀）PV（1994年，原畫、動畫檢查）
- WILD ARMS Altercode: F（日语：ワイルドアームズ アルターコード:エフ）（2003年，動畫首席總監、分鏡、演出）